# 세이거 스트롱 어워드
세이거 스트롱 어워드(영어: Sager Strong Award)는 NBA의 상으로, "용기, 믿음, 연민, 은혜의 모범을 보이면서 선구자였던 개인"에게 수여한다. 이 상은 크레이그 세이거를 기리기 위해 2017년에 만들어 졌으며, 수상자는 2016년 지미 V 어워드에서 세이거가 수상할 때 입었던 화려한 스포츠 코트의 복제품을 받게된다.

## 수상자 목록
| 연도      | 수상자        | 소속 팀                      |
| --------- | ------------- | ---------------------------- |
| 2016~2017 | 몬티 윌리엄스 | 필라델피아 세븐티식서스 코치 |
| 2017~2018 | 디켐베 무톰보 | NBA 전설                     |
| 2018~2019 | 로빈 로버츠   | ABC 뉴스앵커                 |